# NGC 6601
NGC 6601 est une galaxie lenticulaire située dans la constellation du Dragon. Sa vitesse par rapport au fond diffus cosmologique est de 8 016 ± 28 km/s, ce qui correspond à une distance de Hubble de 118,2 ± 8,3 Mpc (∼386 millions d'al). NGC 6601 a été découverte par l'astronome américain Lewis Swift en 1883.